# Agamenón (còmic)
Agamenón, es una sèrie i un personatge de ficció de còmic d'humor, creat el 1961 pel guionista i dibuixant Nené Estivill per la revista Tío Vivo d'Editorial Bruguera, on s'hi reflectia la vida a l'Espanya rural dels anys seixanta, ja en via de desaparició.

## Trajectòria editorial
Agamenón va aparèixer per primera vegada al número 20 de la segona època de la revista Tío Vivo.
El 1971, Bruguera va editar un àlbum d'historietes del personatge, Agamenón, un mozo mu espabilao (Olé!, núm. 13), i va seguir publicant-se en altres revistes de la casa, "Super Tío Vivo" (1972), "Mortadelo Gigante" (1974), "Mortadelo Especial" (1976).
Ediciones B en va fer una recopilació a "Mortadelo Extra" (1987).

## Característiques
Agamenón és una de les poques historietes de l'època, si no l'única, a parar esment al món rural, del que ofereix una imatge bastant negativa. L'acció se situa en un poble de localització indeterminada, que pot ser qualsevol poble de l'Espanya de l'època.
El protagonista és Agamenón, el mosso més incult del poble, encara que de bon cor. L'investigador Juan Antonio Ramírez ho inclou en l'apartat de Marginats, al costat d'altres personatges de l'editorial com Carpanta (1947), Gordito Relleno (1948), Currito Farola (1951), Don Danubio (1951), Morfeo Pérez (1952), Rompetechos (1964) i Pitagorín (1966), caracteritzats per un alt grau d'estranyament respecte al seu entorn.
Amb ell apreixen una ampla galeria de personatges secundaris: els seus pares, la seva àvia, el seu oncle Lirón, l'oncle Perico (propietari de la tenda de comestibles), don Cipriano, don Ruperto (l'alcalde), el doctor Serrucho, el marqués de Perogrullo, Olegario (l'agutzil) i el maco Currico Semola. Agamenón i els mossos del poble llueixen la boina com a peça distintiva, i moltes de les dones, entre elles l'àvia del protagonista, porten el cap cobert amb un mocador.
Les historietes són breus, d'una o dues pàgines i mostren una estructura reiterativa, gairebé poètica. A l'última vinyeta de cada historieta, l'àvia comenta sempre amb la mateixa frase la salvatjada d'Agamenón: "Igualico, igualico que el defunto de su agüelico".
Els diàlegs dels personatges reflecteixen la manera de parlar del mitjà rural, potser especialment de la zona d'Aragó (diminutivos en -ico, vacil·lació entre la e i la i). Va ser una de les primeres sèries d'historieta espanyoles a tractar de reproduir fonèticament el llenguatge oral, encara que a principis de 1967 les expressions incorrectes van passar a aparèixer entre cometes, segurament a conseqüència de l'Estatut Regulador de Publicacions Infantils i Juvenils, recentment aprovat per la comissió respectiva.

## Valoració
Ramírez la considera una obra mestra, exemple de la renovació de l'escola Bruguera en els anys seixanta, i que destaca per la seva espontaneïtat i gràcia. El seu llenguatge i el seu estil gràfic mostren també una gran originalitat, segons Antoni Guiral.